# Henry W. Edwards
Henry Waggaman Edwards, född i oktober 1779, död 22 juli 1847, var en amerikansk politiker och guvernör i den amerikanska delstaten Connecticut.

## Tidigt liv och karriär
Henry W. Edwards föddes i New Haven, Connecticut. Han var son till juristen och politikern Pierpont Edwards. Henry W. Edwards blev jurist och aktiv i Demokraterna. Hans bror John Stark Edwards valdes till USA:s representanthus för Ohio 1812, men avled innan han hann tillträda posten.
Han satt i det amerikanska representanthuset för Connecticut från 1819 till 1823 och därefter i USA:s senat från 1823 till 1827. Han var ledamot av Connecticuts senat från 1828 till 1829, och ledamot och talman av Connecticuts representanthus 1830.

## Guvernör
Henry W. Edwards var guvernör i Connecticut i två omgångar. Han besegrade den sittande guvernören John Samuel Peters i guvernörsvalet 1833 och satt sedan i en mandatperiod, från den 1 maj 1833 till den 7 maj 1834. Guvernörernas mandatperioder var ettåriga i Connecticut på den tiden. Han efterträddes av Samuel A. Foot från Whigpartiet, men återkom redan året därpå. Andra gången han var guvernör satt han i tre mandatperioder från den 6 maj 1835 till den 2 maj 1838. Han efterträddes av Whigpolitikern William W. Ellsworth.
Edwards avled i New Haven, Connecticut, 1847 och begravdes på Grove Street Cemetery.